# 富士山 (秋田県)
富士山（ふじやま）は、秋田県秋田市にある山である。地名から明田富士（みょうでんふじ）と通称される。標高は35メートル。

## 地理
秋田駅東口から南へ徒歩10分ほどの位置に聳え、周辺は楢山明田近隣公園として整備されている（旧地名が「楢山字明田」である）。日本山岳会により「日本一低い富士山」と認定され、山頂にその旨を記した標柱があるが、南側の金照寺山を除いて近隣に高い山・建物などが無いため、山頂から秋田市の市街地を広く望むことが出来る。
中腹には明田稲荷大明神、山頂には富士大権現が祭られている。

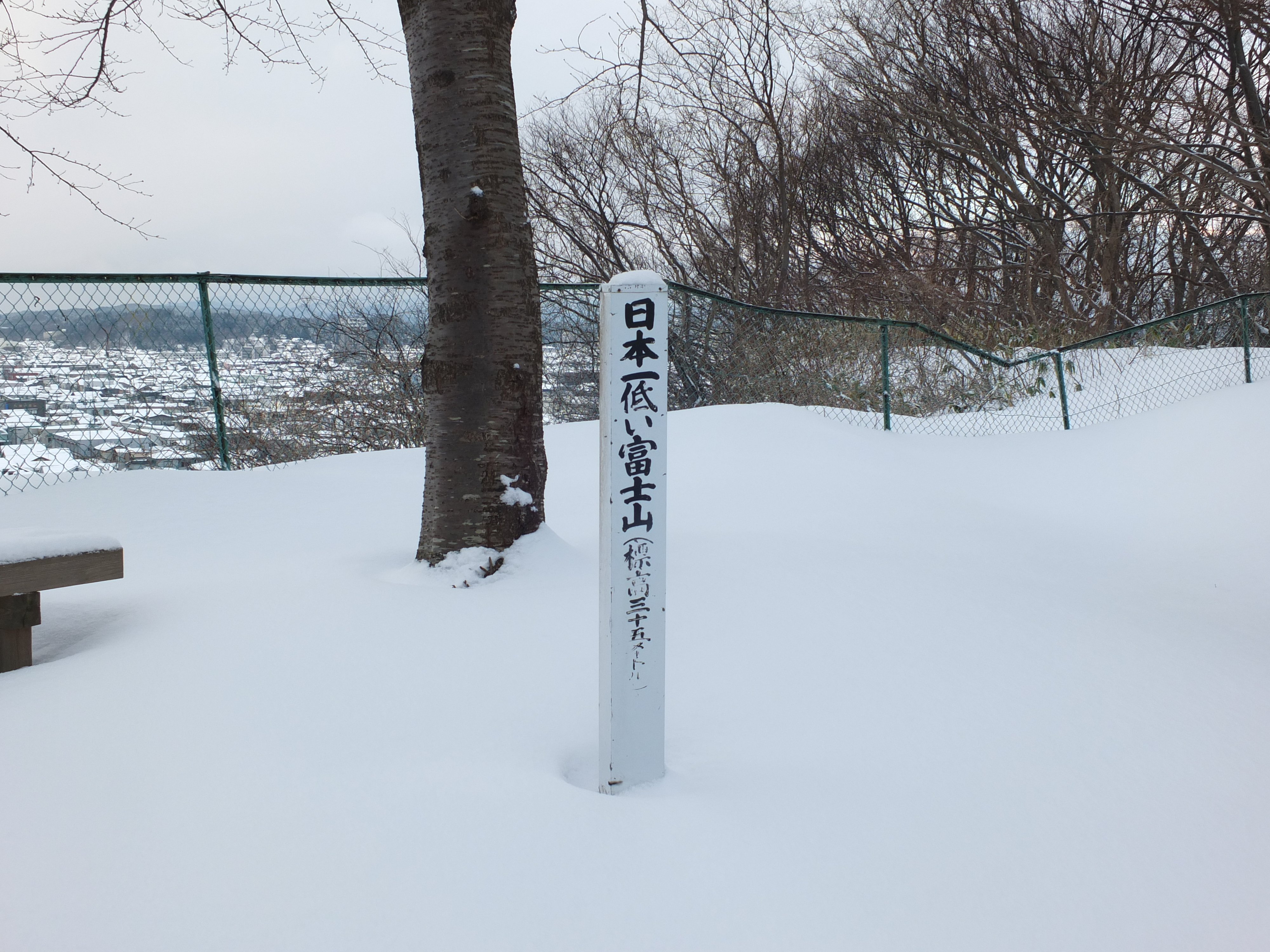
「日本一低い富士山」標柱

## 歴史
鎌倉時代と推定される頃、富士太郎（六郎とも）という豪族の館があったという。当時から山頂で富士権現を祭っていたと伝わり、山名の由来になったものと考えられている。
江戸時代に久保田藩主の佐竹義宣が久保田城を築城する際、城下町建設のための土盛りに、富士山を削った土を用いた。明治以降になっても低湿地埋め立てのための土取りは続き、現在の山は往時の1/4程度しか残っていないという。